# Dositeo II de Jerusalén
Dositeo II Notaras de Jerusalén (en griego: Δοσίθεος Β΄ Ἱεροσολύμων; Arachova 31 de mayo de 1641 - Constantinopla 8 de febrero de 1707) fue el Patriarca ortodoxo griego de Jerusalén entre 1669 y 1707 y un teólogo de la Iglesia ortodoxa. Fue conocido por oponerse a las influencias de la Iglesia católica y del protestantismo. Convocó el Sínodo de Jerusalén para contrarrestar las ideas calvinistas de Cirilo Lukaris.
Dositeo nació en Arachova (hoy el pueblo de Exochi) el 31 de mayo de 1641. Se sabe poco de sus primeros años de vida. Fue ordenado diácono en 1652 y elevado a arcediano de Jerusalén en 1661. En 1666, fue consagrado arzobispo de Cesarea Marítima (actualmente  Caesarea, Israel). En 1669, fue elegido patriarca de Jerusalén.
Se implicó mucho en la situación de la Iglesia ortodoxa en los Balcanes, Georgia y el sur de Rusia, sobre todo después de que el Patriarca Cirilo Lucaris de Constantinopla expusiera en su Confesión de fe (1629) su acuerdo en las doctrinas de la predestinación y la justificación por la sola fe. En 1672, el Patriarca Dositeo convocó el Sínodo de Jerusalén que rechazó todas las doctrinas calvinistas y reformuló las enseñanzas ortodoxas de manera que se distinguieran del catolicismo y del protestantismo.
En su correspondencia con Pedro I de Rusia, se opuso a la reformas de Pedro el Grande que sometía a la Iglesia al Estado, especialmente con su abolición del Patriarcado de Moscú. Dositeo fracasó en su intento de que Pedro intercediera por la Iglesia ortodoxa en el tratado de paz con el Imperio Otomano en 1700.
Dositeo  II Notaras viajó por Bulgaria para recoger ayudas para el Santo Sepulcro en 1659-1664, acompañando al patriarca Paisius de Jerusalén , y en 1663-1664, cuando acompañó al patriarca Nektarius de Jerusalén. En 1669 - 1670, ya como patriarca, Dositeo volvió a viajar por tierras búlgaras. Describe sus viajes en un cuaderno de viaje.
Dositeo murió en Constantinopla el 8 de febrero de 1707. En 1715 se publicó su Historia del Patriarcado de Jerusalén en doce volúmenes.